# 阿尔内·弗里德里希
阿尔内·弗里德里希（德語：Arne Friedrich，1979年5月29日—），已退役德国足球运动员，司职后卫，曾效力于比勒费尔德、哈化柏林及禾夫斯堡。弗里德里希在2002年入選德國國家隊，至今代表國家隊82次，參加了2004年歐洲足球錦標賽、2006年世界杯、2008年歐洲足球錦標賽和2010年世界杯。

## 生平

### 球會
在2000/01年球季，費特列治簽下首份職業球員合約。當時德乙的比勒费尔德教練從德国足球地区联赛一間業餘球會將他羅致，取得正選席位。2002年，費特列治加盟德甲哈化柏林，協助球隊當年擊敗拜仁慕尼黑、史浩克04、多蒙特，取得德國足球協會聯賽盃。2004/05年球季，費特列治走上事業顛峰，成為球隊隊長。
哈化柏林於2010年降班後，費特列治以200萬歐元轉投禾夫斯堡，合約為期3年。但於南非世界盃後費特列治一直受到傷患困擾，因腰椎間盤突出而需要接受手術治理，缺席整個上半季賽事，復出後未能恢復狀態。2011/12年球季展開前，他又因舊患復發而再度休戰，只能跟隨二隊訓練以保持狀態。於2011年9月19日費特列治與禾夫斯堡協議提前解約。
2013年6月23日，費特列治宣佈退休。

### 國家隊
費特列治於2002年8月21日首次代表德國國家隊上陣出戰保加利亞，初期與輪席擔任右翼衛，其後獲主教練指派出任擅長的中堅位置。
費特列治曾出席多項大型國際賽事，協助國家隊取得2005年洲際國家盃季軍、2008年歐國盃亞軍及兩屆世界盃季軍，合共上陣82場，並曾4次擔任國家隊隊長。
| #  | 日期         | 地點                 | 對賽球隊 | 入球 | 賽果 | 競賽         |
| -- | ------------ | -------------------- | -------- | ---- | ---- | ------------ |
| 1. | 2010年7月3日 | 南非開普敦開普敦球場 | 阿根廷   | 3–0  | 4–0  | 2010年世界盃 |